# Pippo Delbono
Pippo Delbono (Varazze, 1º giugno 1959) è un attore e regista italiano.

## Biografia
Frequenta durante il liceo la scuola di teatro di Savona, dove incontra Pepe Robledo, attore argentino proveniente dal Libre Teatro Libre, scappato dalla dittatura del suo Paese. All'inizio degli anni ottanta si trasferisce insieme a lui in Danimarca, dove si uniscono al gruppo Farfa, diretto da Iben Nagel Rasmussen, attrice storica dell'Odin Teatret. Prendendo parte ai viaggi e alle opere del gruppo apprende le tecniche dell'attore danzatore dell'Oriente, in seguito approfondite nei soggiorni in India, Cina e a Bali.
Ritornato in Italia, inizia a lavorare al suo primo spettacolo, Il tempo degli assassini, che debutta sui palcoscenici italiani nel 1987, dopo una lunga tournée che tocca anche carceri e villaggi popolari sudamericani. Sempre nel 1987 incontra Pina Bausch e viene invitato a partecipare alla creazione dello spettacolo Ahnen al Wüppertal Tanztheater: una tappa fondamentale nel percorso artistico del regista, in cui danza e teatro si fondono.
Due anni dopo scrive Morire di musica, una creazione poetica minimale e silenziosa, ambientata in una stanza piena di barchette di carta. Segue nel 1990, Il Muro, primo suo allestimento corale con attori e danzatori. Nel 1992 è la volta di Enrico V, tratto da Shakespeare, unica sua opera ispirata ad un testo teatrale e unica produzione italiana ad essere ospitata alla Royal Shakespeare Company. 
L’incontro con persone provenienti da situazioni sociali di emarginazione determina una svolta nella sua ricerca poetica: nasce così Barboni nel 1997, spettacolo vincitore del premio speciale Ubu "per una ricerca condotta tra arte e vita" e del premio della critica nel 1998. Alcuni attori di questo lavoro - tra cui Bobò, sordomuto incontrato e fatto uscire dal manicomio di Aversa dopo un internamento durato 45 anni - hanno consolidato il loro lavoro all’interno della compagnia e sono tuttora parte centrale dell’esperienza.
Nel 1998 all'interno degli spazi del Cantiere Navale di Pietra Ligure nasce lo spettacolo Itaca, che vede in scena sessanta tra attori e operai. Nello stesso anno Delbono crea Guerra, che debutta a Milano al CRT Teatro dell’Arte, attuale Triennale di Milano.
Dopo una prima fase di elaborazione presentata alla Biennale di Venezia con il titolo Her Bijit, debutta Esodo al Teatro Storchi di Modena il 30 dicembre 1999, segnando altresì l'inizio della collaborazione stabile con Emilia Romagna Teatro Fondazione, tuttora principale produttore dei suoi spettacoli.
Nel luglio 2000 debutta a Gibellina, sul Cretto di Alberto Burri, Il silenzio, spettacolo dedicato al terremoto del Belice del 1968. 
Nel 2002 è la volta di Gente di plastica, un universo visivo esuberante che si fonde con la musica rock di Frank Zappa ed il testamento poetico di Sarah Kane.
Nel 2003, in occasione di una tournée in Israele e Palestina, gira il lungometraggio Guerra, presentato alla Mostra del Cinema di Venezia e vincitore del David di Donatello come miglior documentario. 
Urlo debutta al Festival d'Avignone il 13 luglio 2004, con la partecipazione straordinaria di Umberto Orsini, Giovanna Marini e la Banda della scuola popolare di musica di Testaccio.
Nell'agosto 2006 Delbono partecipa in veste di insegnante al Progetto Thierry Salmon, con giovani attori provenienti da 5 stati europei sotto la direzione artistica di Franco Quadri. Nello stesso anno crea Questo buio feroce mutuato dal titolo del libro autobiografico che racconta gli ultimi giorni dello scrittore americano Harold Brodkey, ucciso dall’AIDS. Lo spettacolo è stato presentato anche a Breslavia, Polonia, nel 2009, in occasione del Premio Europa per il Teatro, dove Delbono è stato insignito del XI Premio Europa Realtà Teatrali.
Nel 2007 debutta al Teatro Caio Melisso di Spoleto Obra Maestra, tratta da un progetto inedito di Frank Zappa, che vede per la prima volta Pippo Delbono alla direzione di un 'opera lirica. 
Segue nel 2008 La menzogna uno spettacolo che risponde a un doppio appello. La crescita di un clima d’intolleranza in Italia nei confronti degli immigrati e la tragedia della morte di sette operai negli stabilimenti della Thyssen Krupp di Torino.
Nel 2011 presenta al Teatro Verdi di Padova lo spettacolo Dopo la battaglia, con la partecipazione, oltre alla sua compagnia, del violinista Alexander Bălănescu e dell'étoile dell’Opéra di Parigi Marie-Agnès Gillot. Lo spettacolo vince il Premio Ubu 2011 come miglior spettacolo.
Nel 2011 il Residenztheater di Monaco di Baviera gli commissiona un lavoro come regista ospite: nasce così Erpressung (Il ricatto), la sua prima creazione con attori non appartenenti alla sua compagnia. Lo spettacolo debutta a Monaco il 14 gennaio 2012 ed entra a far parte del repertorio del teatro. Nello stesso periodo con il violinista Alexander Balanescu realizza e porta in tournée il concerto Amore e carne. 
Nel 2013 viene presentato Orchidee al Teatro Luciano Pavarotti di Modena nell’ambito della 9ª edizione di Vie Festival.
Nel 2013 esce nelle sale in Italia e in Francia il lungometraggio Amore carne, presentato in anteprima nella sezione Orizzonti alla 68ª Mostra d’Arte Cinematografica di Venezia nel 2011, vincitore del gran premio del Festival di Nyon, considerato da Le Monde tra i migliori film dell’anno. Nel 2014 affianca Micaela Ramazzotti nel film Più buio di mezzanotte.
Lo spettacolo Vangelo, coprodotto con il Teatro Nazionale Croato di Zagabria vede in scena gli attori della sua compagnia insieme ad attori, danzatori, musicisti e coro dell’istituzione croata, oltre ad alcuni rifugiati del centro profughi PIAM (Progetto Integrazione Accoglienza Migranti) di Asti. Lo spettacolo ha due versioni: una operistica, con orchestra e coro, che ha debuttato a Zagabria nel 2015 e una versione di prosa che ha debuttato al Théâtre Vidy di Losanna nel 2016. Le musiche dello spettacolo sono di Enzo Avitabile che per le stesse ha vinto il premio Ubu nel 2017.
La sua creazione teatrale, La gioia, ha debuttato a marzo 2018 ed è stata presentata a Delhi e Bhopal in India, all'Hong Kong Arts Festival, a Shizuoka, in Giappone, in Tunisia, Spagna, Portogallo, Argentina, Cile, ed è in tournée nella stagione 2020/21. Nel 2019 partecipa al film Lucania.
La sua ultima opera teatrale, Amore, ha debuttato il 28/10/2021 nel Teatro Storchi Modena ed è attualmente in tournée nei Teatri Italiani.
I suoi spettacoli sono stati presentati in più di cinquanta paesi nel mondo, in teatri e festival come quello di Avignone, che ha ospitato molte creazioni della compagnia, il Grec di Barcellona, il Theater Spektakel di Zurigo, il Festwochen di Vienna, il Festival TransAmériques di Montréal, la Biennale di Venezia per citarne alcuni.
Numerosi teatri, come il Théâtre du Rond-Point di Parigi, il Piccolo Teatro di Milano, il Teatro Argentina di Roma, tra gli altri, ospitano regolarmente i suoi spettacoli.

## Premio Europa per il Teatro
Nel 2009 riceve il Premio Europa Realtà Teatrali, a Breslavia, con la seguente motivazione:
Poeta della marginalità e della differenza, Pippo Delbono, oggi alla vigilia dei cinquant’anni, da sempre fa dell’incontro con l’arte un’esperienza fondamentale per sopravvivere alla disperazione. È arrivato alle scene frequentando varie scuole specializzate, inseguendo il modello inquieto di un girovago come Rimbaud, e nella fase di studio ha incontrato l’argentino Pepe Robledo, destinato a diventare un suo doppio nella lunga avventura teatrale, iniziata con un viaggio insieme a Holstebro ad apprendere il training con Iben Nagel Rasmussen, mentre nell’87 maturava il loro primo spettacolo a due, Il tempo degli assassini, sempre rimasto in repertorio, visionato in fase di prova da Pina Bausch a Wuppertal. Quindi Delbono propone l’Enrico V di Shakespeare in un adattamento destinato a essere ripreso nei decenni in vari paesi con innesti di giovani del posto e, spinto da Laura Betti, monta La rabbia di Pasolini. Artista dell’estremo, capace di una vitalità strabordante, Pippo resta contagiato dall’AIDS che combatte pure con l’aiuto del buddismo, mentre non smette di raccogliere i suoi compagni di lavoro tra i disagiati, per le strade, e scopre in un manicomio la sua star, alias Bobò, rinchiuso da 45 anni, sordomuto, microcefalo, analfabeta, quindi di fatto isolato, esprimendosi con suoni acuti da gabbiano, ma in grado di imporre sulla scena la sua fisicità recitando anche scene di Beckett in Barboni, opera-manifesto del gruppo che esplode nell’estate ’97, esibendo una accolita di casi umani intenti a scoprire la loro capacità di comunicare dando luce al mistero della vita. La rottura degli schemi evolve un anno dopo con Guerra, esprimendo il bisogno di rappresentare la vita che può nascere dalla diversità con nuovi adepti presi dalla strada in uno spettacolo che parte da una frase del Che e avvicina brani di Budda all’Ecclesiaste, mentre diversi e normali si scontrano nel segno del mistero di una vita che nasce dalla marginalità e dalla malattia ma sa esprimersi anche con la danza e il canto: e non a caso compirà una tournée emozionante in Palestina e nel teatro arabo di Gerusalemme con visita ad Arafat a Ramallah. Da allora le tournée della Compagnia Delbono si moltiplicano in tutto il mondo da Il silenzio su Oscar Wilde a L’urlo, da Gente di plastica con brani di Sarah Kane, dal bianco assoluto di Questo buio feroce sul problema dell’AIDS da Harold Brodkey, alla denuncia quasi senza parole della morte sul lavoro de La Menzogna, continuando con mezzi espressivi sempre più avanzati un viaggio nel dolore dell’esistenza condotto dagli esclusi.
In quell'occasione mette in scena al "Wrocławski Teatr Lalek" Storia di un viaggio teatrale (Story of a Theatre Journey), una creazione apposita per il Premio Europa, e al "Teatr Muzyczny Capitol" Il tempo degli assassini (The Time of the Assassins) e Questo buio feroce (This Wild Darkness).

## Teatro
- 1987 - Il tempo degli assassini
- 1989 - Morire di musica
- 1990 - Il Muro
- 1992 - Enrico V, ispirato al testo di William Shakespeare
- 1995 - La rabbia
- 1997 - Barboni
- 1998 - Itaca
- 1998 - Guerra
- 1999 - Her bijit
- 1999 - Esodo
- 2000 - Il silenzio
- 2002 - Gente di plastica
- 2004 - Urlo
- 2005 - Racconti di Giugno
- 2006 - Questo Buio Feroce
- 2008 - La Menzogna
- 2009 - Storia di un viaggio teatrale
- 2011 - Amore e carne
- 2011 - Rosso Bordeaux
- 2011 - Dopo la battaglia
- 2012 - Erpressung / Ricatto
- 2013 - Orchidee
- 2016 - Vangelo
- 2018 - La Gioia
- 2021 - Amore
- 2024 - Il risveglio

## Opera
- 2007 - Studio per Obra Maestra, Teatro Lirico Sperimentale Spoleto
- 2012 - Cavalleria rusticana di Pietro Mascagni, Teatro di San Carlo Napoli
- 2014 - Don Giovanni di Wolfgang Amadeus Mozart, Grand Theatre, Poznań
- 2014 e 2016 - Madama Butterfly di Giacomo Puccini, Teatro di San Carlo Napoli
- 2017 - Passione secondo Giovanni di Johann Sebastian Bach, Teatro Massimo Palermo
- 2018 - Pagliacci di Ruggero Leoncavallo, Teatro dell'Opera di Roma

## Riconoscimenti
- 1997 – Premio Ubu per Barboni

- 1998 – Premio della Critica per Guerra
- 2003 – Premio le Maschere del Teatro per Gente di Plastica
- 2004 – David di Donatello – Miglior documentario a Guerra

- 2005 – Premio le Maschere del Teatro per Urlo

- 2006 – Sulmona Film Festival – Miglior Attore per Grido

- 2009 – Premio Europa per il teatro - Premio Europa Realtà Teatrali[26]
- 2010 – Festival international du court métrage de Clermont-Ferrand – Grand Prix Compétition Internationale a Blue Sofa

- 2011 – Premio Ubu – Miglior spettacolo dell'anno a Dopo la Battaglia

- 2012 – Premio Abbiati
- 2012 – Prix spécial du Jury SSR – Festival Vision du réél Nyon per Amore e Carne
- 2013 – Zagreb Film Festival – Gran Premio del pubblico per Amore e Carne

- 2013 – Premio Don Quijote[27] – Locarno Festival per Sangue

- 2013 – Menzione Speciale Doclisboa per Sangue

- 2014 – San Giò Video Festival – Miglior Film per Sangue

- 2016 – Festival del Cinema del Reale – Migliori Attori Pippo Delbono e Bobò

- 2016 – Grand Prix du Festival Doc en courts de Lyon per La Visite

- 2016 – It's All True – International Documentary Film Festival San Paolo – Miglior Cortometraggio La Visite
- 2022 - padrino della XX edizione del Kilowatt Festival di Sansepolcro

## Filmografia

### Regia
- Guerra - documentario (2003)
- Grido (2006)
- Blue Sofa - cortometraggio (2009)
- La paura - documentario (2009)
- Amore carne - documentario (2011)
- Sangue - documentario (2013)
- La Visite - cortometraggio documentario (2015)
- Vangelo - documentario (2016)

### Attore
- Io sono l'amore, regia di Luca Guadagnino (2010)
- Il sogno del maratoneta, regia di Leone Pompucci (2010)
- Cavalli, regia Michele Rho (2011)
- Goltzius and the Pelican Company, regia di Peter Greenaway (2012)
- Pulce non c'è, regia di Giuseppe Bonito (2012)
- Io e te, regia di Bernardo Bertolucci (2012)
- Un castello in Italia, regia di Valeria Bruni Tedeschi (2013)
- Cha cha cha, regia di Marco Risi (2013)
- Transeuropæ Hotel, regia di Luigi Cinque (2013)
- Henri, regia di Yolande Moreau (2013)
- Più buio di mezzanotte, regia di Sebastiano Riso (2014)
- La casa delle estati lontane (Rendez-vous à Atlit), regia di Shirel Amitay (2014)
- La grande passione, regia di Frédéric Auburtin (2014)
- La ragazza del mondo, regia di Marco Danieli (2016)
- Il camionista, regia di Lucio Gaudino (2016)
- Falchi , regia di Toni D'Angelo (2016)
- Ombre della sera, regia di Valentina Esposito (2016)
- Una famiglia, regia di Sebastiano Riso (2017)
- Gli asteroidi, regia di Germano Maccioni (2017)
- A Tramway in Jerusalem, regia di Amos Gitai (2018)
- Oltre la nebbia - Il mistero di Rainer Merz, regia di Giuseppe Varlotta (2018)
- Lucania, regia di Gigi Roccati (2019)
- La freccia del tempo, regia di Carlo Sarti (2019)

## Esposizioni
- 2014 - Ma mère et les autres, La Maison Rouge, Paris
- 2018 - L’Esprit qui ment, Centre Pompidou, Paris